# CEERS-2112
CEERS-2112 è la galassia a spirale barrata più distante osservata fino ad oggi. La galassia è stata osservata quando l'Universo aveva 2,1 miliardi di anni e ha una massa simile alla Via Lattea in quell'istante di vita dell'Universo.

## Osservazioni
La galassia si trova nel campo cosmologico Extended Groth Strip ed è stata identificata come galassia barrata grazie alle osservazioni dello strumento NIRCam a bordo del telescopio spaziale James Webb. Queste osservazioni sono state effettuate nel giugno 2022 come parte del progetto CEERS (Cosmic Evolution Early Release Science Survey) e sono pubbliche e fruibili da qualsiasi persona.

## Morfologia
CEERS-2112 è una galassia a spirale barrata, che ricorda la struttura della Via Lattea. Presenta una concentrazione di stelle che si muovono su orbite molto ellittiche nella sua regione centrale, che appare come una struttura allungata (barra stellare), da cui si sviluppano due deboli bracci di spirale. Nell'Universo locale, circa il 70% delle galassie mostra questo aspetto, cosa piuttosto rara nell'Universo primordiale, dove la percentuale diminuisce a circa il 5% per redshift z > 2.

## Massa stellare
La galassia ha una massa stellare pari a 3,9 miliardi di volte quella del Sole, paragonabile a quella della Via Lattea 11,7 miliardi di anni fa.